# Hemileius subareolatus
Hemileius subareolatus är en kvalsterart som först beskrevs av Sandór Mahunka 1977.  Hemileius subareolatus ingår i släktet Hemileius och familjen Hemileiidae. Inga underarter finns listade i Catalogue of Life.